# Éléonore Hirt
Pour les articles homonymes, voir Hirt.
Éléonore Hirt, née Leonora Virginia Hirt, le 19 décembre 1919 à Bâle (Suisse) et morte le 27 janvier 2017 à Longjumeau (Essonne),, est une actrice française de cinéma et de théâtre.

## Biographie

### Enfance
Née en Suisse, Éléonore Hirt choisit de vivre en France, où elle vient toute jeune, pour étudier l’art dramatique.

### Carrière
Elle commence sur une scène en 1938, dans Noces de sang, de Federico Garcia Lorca, mais elle ne commence vraiment à travailler qu'après la fin de la Seconde Guerre mondiale.
Sous la direction de Charles Dullin, elle joue dans Cinna, de Corneille, en 1947. En 1948, elle crée L’État de siège, d’Albert Camus, avec Maria Casarès et Pierre Brasseur, un des événements de l’après-guerre.
Tout au long de sa carrière, elle participe à de nombreuses créations d'auteurs nouveaux sur les scènes françaises : Fernando Arrabal, dont elle crée Le Cimetière des voitures, sous la direction de Jean-Marie Serreau, en 1958, ou Thomas Bernhard, pour sa première pièce présentée en France, Le Président, mis en scène par Roger Blin, en 1981.
Après avoir joué en 1964 Comédie, de Samuel Beckett, sous la direction de Jean-Marie Serreau, avec Delphine Seyrig et Michael Lonsdale, elle reprend le spectacle sous la direction de ce dernier en 2006 pour sa dernière apparition sur scène.

### Vie privée
Éléonore Hirt fut la première épouse du comédien Michel Piccoli, avec qui elle a eu une fille.

### Commentaire
« Elle pouvait “être chinoise comme Laurence Olivier peut être noir”, lit-on dans une critique de La Grande imprécation devant les murs de la ville, de Tankred Dorst, que Georges Wilson fait découvrir au TNP, en 1967. »

## Filmographie

### Cinéma

#### Longs métrages
- 1941 : L'Oasis dans la tourmente d'Arthur Porchet et Max Pellet
- 1961 : Vie privée de Louis Malle : Cécile
- 1965 : Quoi de neuf, Pussycat ? (What's new, Pussycat ?) de Clive Donner : Mrs Werner
- 1967 : La Nuit des généraux (The Night of the Generals) d'Anatole Litvak
- 1967 : Jeu de massacre d'Alain Jessua : Geneviève Neuman
- 1969 : La Main d'Henri Glaeser : la mère
- 1969 : La Horse de Pierre Granier-Deferre
- 1970 : Tropique du Cancer (Tropic of Cancer) de Joseph Strick
- 1972 : Le Temps d'aimer (A Time for Loving) de Christopher Miles
- 1976 : Sept Nuits au Japon (Seven Nights in Japan) de Lewis Gilbert
- 1977 : Préparez vos mouchoirs de Bertrand Blier
- 1981 : La Nuit de Varennes d'Ettore Scola (simple apparition)
- 1983 : Les Princes de Tony Gatlif
- 1987 : Fucking Fernand de Gérard Mordillat
- 1988 : Anna (Anna – Der Film) de Frank Strecker
- 1990 : À la vitesse d'un cheval au galop de Fabien Onteniente
- 1996 : Un amour de sorcière de René Manzor
- 1997 : L'Amour fou de Michel Rodde
- 2009 : Mères et Filles de Julie Lopes Curval : Suzanne

#### Courts métrages
- 1952 : Saint-Tropez, devoir de vacances de Paul Paviot
- 1966 : Comédie, d’après Samuel Beckett, de Marin Karmitz, Jean Ravel et Jean-Marie Serreau
- 1974 : Les Musiciens du culte de Gérard Mordillat
- 1984 : En garde ! de Serge Canaud
- 1985 : Abandons de Pierre-Jean de San Bartolomé
- 1996 : Vents d'échappées d'Omar Ladgham
- 2001 : Les Siens de Noël Mitrani
- 2005 : Jeanne à petits pas... de Négar Djavadi
- 2009 : Kankant de François Grandjacques[4]

### Télévision
- 1959 : Les Cinq Dernières Minutes, épisode On a tué le mort de Claude Loursais : Christine Larbrelles
- 1959 : Marie Stuart de Stellio Lorenzi (adapté de l'œuvre de Friedrich Schiller) : Elisabeth d'Angleterre
- 1962 : La caméra explore le temps, épisode La Conjuration de Cinq-Mars de Guy Lessertisseur : Anne d'Autriche
- 1968 : Au théâtre ce soir : La Coquine d'André Roussin, mise en scène Bernard Dhéran, réalisation Pierre Sabbagh, Théâtre Marigny
- 1970 : Mont-Cinère de Jean-Paul Roux
- 1972 : Le Bunker de Roger Iglésis : Magda Goebbels
- 1973 : Les Enquêtes du commissaire Maigret, épisode : Maigret et la jeune morte de Claude Boissol : Mme Crémieux
- 1978 : Médecins de nuit, épisode Jean-François de Philippe Lefebvre
- 1981 :  Les Héritiers, épisode La Propriété de Serge Leroy : Hélène
- 1984 : Cités à la dérive de Robert Manthoulis (série d'après le roman de Stratís Tsírkas) : Frau Anna
- 1988 : Les Enquêtes du commissaire Maigret, épisode Le Chien jaune de Pierre Bureau
- 1989 : David Lansky (4 épisodes) d'Hervé Palud : Denise, la concierge de Lansky.

### Documentaire
- 2009 : Le Dire de chacun (Charles Dullin)[5] de Georges Mourier

## Théâtre
- 1938 : Noces de sang de Federico García Lorca, mise en scène Marcel Herrand, Théâtre de l'Atelier
- 1947 : Cinna de Corneille, mise en scène Charles Dullin, Théâtre de la Cité
- 1947 : Le Procès d'après Franz Kafka, mise en scène Jean-Louis Barrault, Théâtre Marigny
- 1948 : L'État de siège d'Albert Camus, mise en scène Jean-Louis Barrault, Théâtre Marigny
- 1949 : La Marâtre d'Honoré de Balzac,  mise en scène Charles Dullin, Théâtre des Célestins
- 1949 : L'Avare de Molière, mise en scène Charles Dullin, Théâtre des Célestins
- 1950 : Les Haines de Jacques Panijel, mise en scène Albert Medina, Théâtre de l'Œuvre
- 1950 : Macbeth de William Shakespeare, mise en scène d'André Clavé, Centre Dramatique de l'Est
- 1952 : La Jarre de Luigi Pirandello, mise en scène Jacques Mauclair, Théâtre de Babylone
- 1952 : Spartacus de Max Aldebert, mise en scène Jean-Marie Serreau, Théâtre de Babylone
- 1952 : Méfie-toi, Giacomino de Luigi Pirandello, mise en scène Jacques Mauclair, Théâtre de Babylone
- 1953 : L'Incendie à l'Opéra de Georges Kaiser, mise en scène Jean-Marie Serreau, Théâtre de Babylone
- 1953 : Mademoiselle Julie d'August Strindberg, Théâtre de Babylone
- 1953 : Le Chemin de crête de Gabriel Marcel, mise en scène Paul Annet-Badel, Théâtre du Vieux-Colombier
- 1954 : Un inspecteur vous demande de John Boynton Priestley, Théâtre La Bruyère
- 1955 : Un mari idéal d'Oscar Wilde, mise en scène Jean-Marie Serreau, Théâtre de l'Œuvre
- 1955 : L'Orestie d'Eschyle, mise en scène Jean-Louis Barrault, Festival de Bordeaux, Théâtre Marigny
- 1957 : Amphitryon de Molière, mise en scène Jean-Louis Barrault, Festival de Bellac
- 1957 : Romanoff et Juliette de Peter Ustinov, mise en scène Jean-Pierre Grenier, Théâtre Marigny
- 1959 : Pique-nique en campagne de Fernando Arrabal, mise en scène Jean-Marie Serreau, Théâtre de Lutèce
- 1961 : Rhinocéros d'Eugène Ionesco, mise en scène Jean-Louis Barrault, Théâtre des Célestins, tournée
- 1961 : La Coquine d'André Roussin, mise en scène Jean Meyer, Théâtre du Palais-Royal
- 1961 : Les Troyennes d'Euripide, mise en scène Jean Tasso, Théâtre Récamier
- 1965 : Le Mal de Test d'Ira Wallach, mise en scène Pierre Dux, Comédie des Champs-Élysées
- 1965 : Les Troyennes d'Euripide, adaptation Jean-Paul Sartre, mise en scène Michael Cacoyannis, TNP Théâtre de Chaillot, Festival d'Avignon
- 1966 : Comédie de Samuel Beckett, mise en scène Jean-Marie Serreau, Odéon-Théâtre de France
- 1966 : Les Troyennes d'Euripide, adaptation Jean-Paul Sartre, mise en scène Michael Cacoyannis, Festival d'Avignon
- 1966 : Comédie de Samuel Beckett, mise en scène Jean-Marie Serreau, Odéon-Théâtre de France
- 1966 : Va et vient de Samuel Beckett, mise en scène Jean-Marie Serreau, Odéon-Théâtre de France
- 1967 : L'Ascension du Général Fitz de Peter Ustinov, mise en scène Pierre Dux, Théâtre des Ambassadeurs
- 1968 : La Mère de Bertolt Brecht, mise en scène Jacques Rosner, TNP Théâtre de Chaillot
- 1969 : 7 + quoi ? de François Billetdoux, Théâtre du Gymnase
- 1970 : Amédée ou Comment s'en débarrasser d'Eugène Ionesco, mise en scène Jean-Marie Serreau, Théâtre de Poche Montparnasse
- 1971 : Toi et tes nuages d'Éric Westphal, mise en scène Roland Monod, Théâtre de l’Athénée
- 1973 : Ce formidable bordel ! d'Eugène Ionesco, mise en scène Jacques Mauclair, Théâtre Moderne
- 1974 : Othello de William Shakespeare, mise en scène Stephan Meldegg, Festival du Marais
- 1976 : Affabulazione de Pier Paolo Pasolini, mise en scène Peter Lotschak, Espace Pierre Cardin
- 1977 : Lady Strass d'Eduardo Manet, mise en scène Roger Blin, Théâtre de Poche Montparnasse
- 1978 : Almira de Pierre-Jean de San Bartholomé, mise en scène de l'auteur, Espace Pierre Cardin
- 1979 : La Baignoire de Victor Haïm, mise en scène Georges Vitaly, Théâtre du Lucernaire
- 1980 : Juin 40 de Pierre Bourgeade, mise en scène Georges Vitaly, Théâtre du Lucernaire
- 1981 : Le Président de Thomas Bernhard, mise en scène Roger Blin, Théâtre de la Michodière
- 1983 : La Mère de Stanisław Ignacy Witkiewicz, mise en scène Jean-Louis Jacopin, Théâtre de la Bastille
- 1984 : Le Passeport de Pierre Bourgeade, mise en scène Bruno Carlucci, Théâtre de l'Athénée-Louis-Jouvet
- 1985 : L'Âme de la Chine, mise en scène Pierre Chabert, Festival de poésie Paris
- 1986 : La Stratégie des papillons d'Esther Vilar, mise en scène Viviane Théophilidès, Espace Gaîté
- 1987 : Un homme qui savait d'Emmanuel Bove, mise en scène Jacques Kraemer, Théâtre 14 Jean-Marie Serreau
- 1987 : Un Faust irlandais de Lawrence Durrell, mise en scène Jean-Paul Lucet, Théâtre des Célestins
- 1990 : Avant la retraite de Thomas Bernhard, mise en scène Claudia Stavisky, Théâtre national de la Colline
- 1991 : La Société de chasse de Thomas Bernhard, mise en scène Jean-Louis Thamin, Théâtre de l'Atelier
- 1991 : Avant la retraite de Thomas Bernhard, mise en scène Claudia Stavisky, Nouveau théâtre d'Angers, Théâtre national de la Colline
- 1998 : Demi-jour de Jean-Marie Patte, mise en scène de l'auteur, Théâtre de la Bastille
- 2000 : Les Femmes savantes de Molière, mise en scène Béatrice Agenin, Théâtre 13
- 2002 : Père d'August Strindberg, mise en scène François Marthouret et Julie Brochen, Théâtre 71 Malakoff, Théâtre des Célestins
- 2004 : Les Paravents de Jean Genet,  mise en scène Jean-Baptiste Sastre, Théâtre national de Chaillot, Théâtre Dijon Bourgogne
- 2005 : La Surprise de l'amour de Marivaux,  mise en scène Jean-Baptiste Sastre, Théâtre national de Chaillot
- 2005 : Les Névroses sexuelles de nos parents de Lukas Bärfuss, mise en scène Bruno Bayen, Théâtre Vidy-Lausanne
- 2006 : La Surprise de l'amour de Marivaux,  mise en scène Jean-Baptiste Sastre, tournée
- 2006 : Les Névroses sexuelles de nos parents de Lukas Bärfuss, mise en scène Bruno Bayen, Théâtre de Gennevilliers, Théâtre national de Strasbourg
- 2006 : Comédie, Pas, Catastrophe de Samuel Beckett, mise en scène Michael Lonsdale, Théâtre de Sartrouville, Théâtre du Chêne Noir